# 威化島

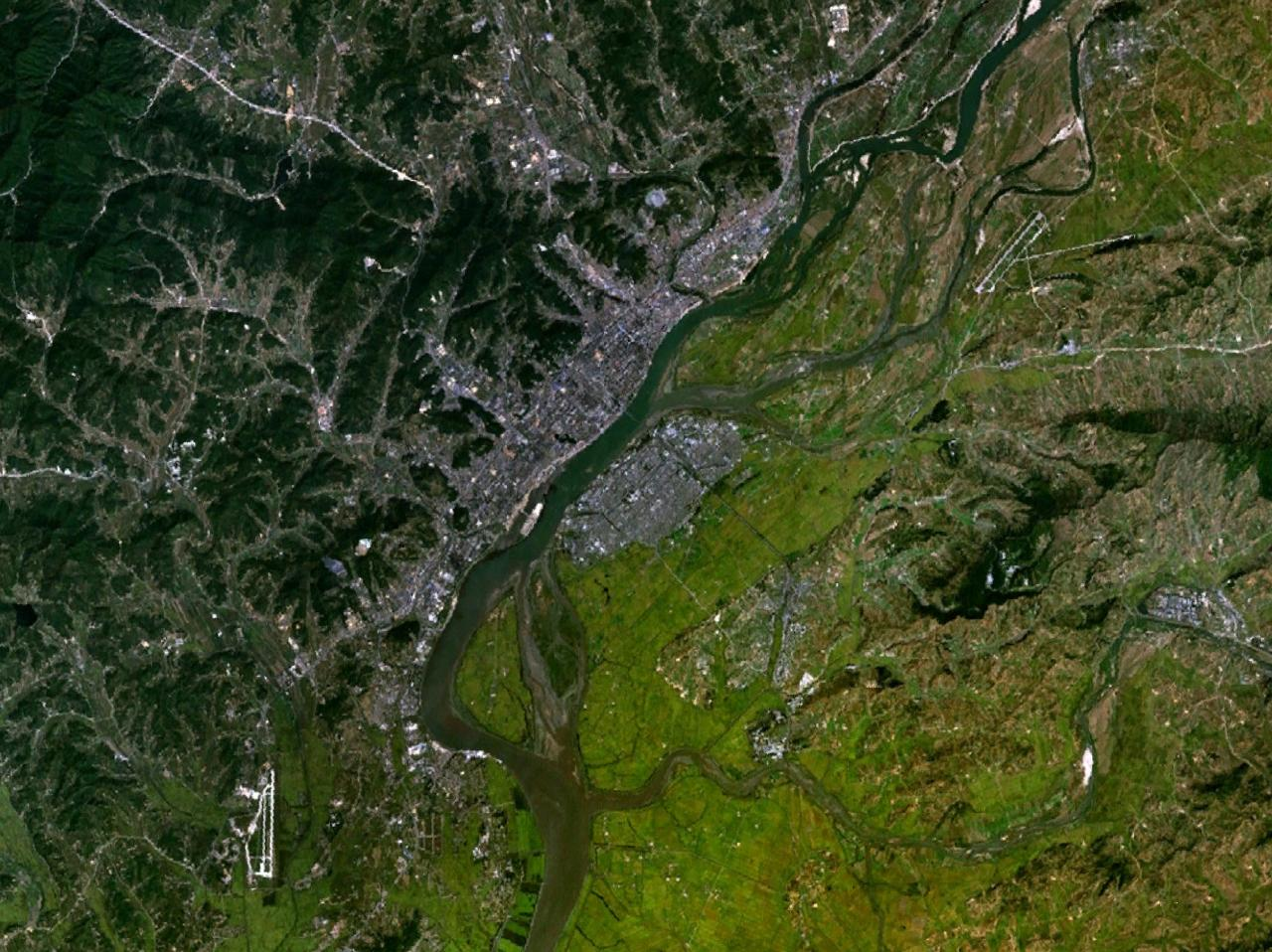
衛星写真中央の新義州の市街地の上流（右上）にあるのが威化島。

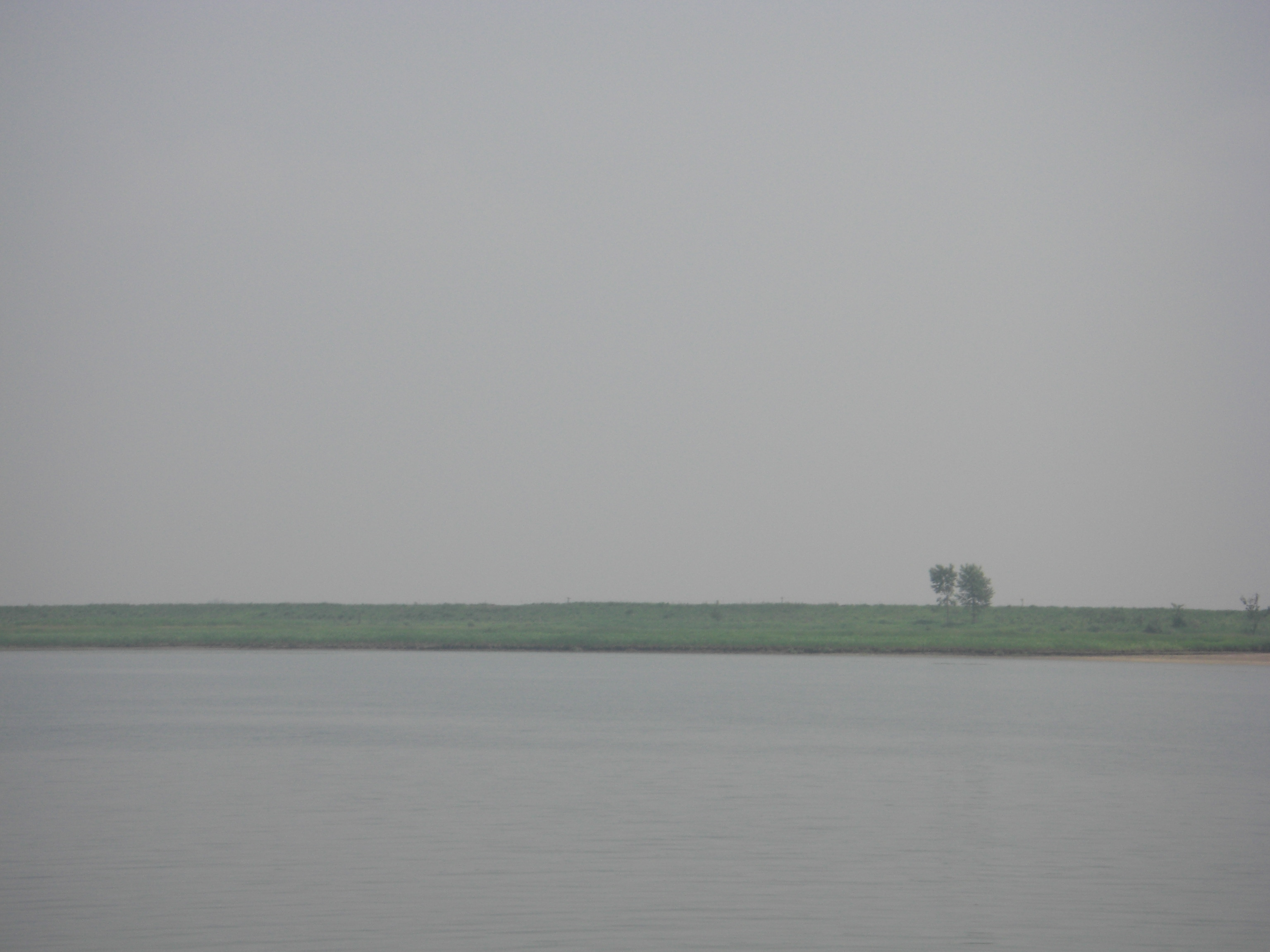
鴨緑江クルーズ船より威化島を望む

威化島（ウィファド）は、中朝国境を流れる鴨緑江下流に位置する中州。朝鮮民主主義人民共和国新義州市に属し、対岸は中華人民共和国丹東市である。面積は12.27km2。
1388年、高麗の遼東攻伐軍を率いていた李成桂が、遠征途中にこの島から軍を引き返したことで知られる（威化島回軍）。
日本統治下では威化面が置かれ、島は「中之島」と呼ばれていた。現在は、新義州特別行政区に含まれ、上端里・下端里などが位置する。
中国との間に国境貿易のための市場の設定も計画されていた。2011年6月に最高人民会議常任委員会の政令で黄金坪と威化島は「経済地帯」に指定された。中国と共同で、工業団地の開発を行う 。

## 災害
- 2010年8月19日-8月21日、鴨緑江流域の上流で集中豪雨が発生。水位が上昇し、21日には威化島をはじめとした中州の島々のほとんどが水没した[4]。